# 2020年東京パラリンピックのタンザニア選手団
2020年東京パラリンピックのタンザニア選手団は、2021年8月24日から9月5日まで日本の東京で開催された2020年東京パラリンピックタンザニア選手団の名簿。

## 選手団
- 人員: 選手 2人
- 開会式旗手: イグナス・ムトゥエヴェ

## 種目別選手・スタッフ名簿及び成績

### 陸上
| 選手                   | 種目           | 結果     | 順位 |
| ---------------------- | -------------- | -------- | ---- |
| イグナス・ムトゥエヴェ | 男子円盤投 F56 | 22.88m   | 8位  |
| サウダ・ヌジョペカ     | 女子砲丸投 F57 | 4.18m PB | 19位 |